# Свен Гамрін
Свен Гамрін (швед. Sven Hamrin, 30 березня 1941 — 25 січня 2018) — шведський велогонщик.
Бронзовий призер Олімпійських Ігор 1964 року в роздільній командній гонці.